# منطقه حفاظت‌شده باغ کشمیر
منطقهٔ حفاظت‌شدهٔ باغ کشمیر یک منطقهٔ حفاظت‌شده با مساحت ۲۰۲۸۴ هکتار است که در استان خراسان رضوی در ایران قرار دارد. این منطقهٔ حفاظت‌شده طبق مصوبهٔ شمارهٔ ۶۶۰ در تاریخ ۱۳۷۸/۱۰/۱۵ در فهرست مناطق تحت حفاظت سازمان محیط زیست ایران قرار گرفت.